# Michel Paccard
Michel-Gabriel Paccard, conhecido como Doutor Paccard (Chamonix, 1757 - Chamonix, 1827), foi um médico, botânico e alpinista francês que  ficou célebre por ter  conseguido fazer a primeira ascensão do Monte Branco com o guia de alta montanha Jacques Balmat. 

## Biografia
Chamoniard (gentílico de Chamonix) de origem, fez os estudos em Turim, que nessa altura era a capital da Saboia. 
Foi como a sua paixão pela botânico e pela mineralogia que deve o seu encontro com Horace-Bénédict de Saussure grande naturalista suíço que desejava calcular a altitude do Monte Branco havia lançado a corrida ao Monte Branco.

## Alpinista
Paccard começou a pensar como atingir o cume e em 1783 fez uma primeira tentativa com Marc Théodore Bourrit. No ano seguinte faz várias tentativas pelo Tacul com Pierre Balmat, mas foi com um familiar deste, Jacques Balmat, modesto caçador de camurças e cristaleiro que ambos atingem pelo Dôme du Goûter o cume do Monte Branco a 8 de agosto de 1786, onde faz pequenas experiências com um termómetro, um barómetro e uma bússola.